# Kempynus crenatus
Kempynus crenatus là một loài côn trùng trong họ Osmylidae thuộc bộ Neuroptera. Loài này được Adams miêu tả năm 1971.